# Dichaetomyia graueri
Dichaetomyia graueri este o specie de muște din genul Dichaetomyia, familia Muscidae. A fost descrisă pentru prima dată de Mary Katherine Curran în anul 1935. Conform Catalogue of Life specia Dichaetomyia graueri nu are subspecii cunoscute.